# 埃米尔·斯皮里多诺夫
埃米尔·尼古拉耶维奇·斯皮里多诺夫（俄语：Эмиль Николаевич Спиридонов，1925年9月26日—1981年2月7日）是蘇聯海軍将领。太平洋舰队司令。

## 生平
1942年加入海军。1943年至1947年在伏龙芝海军学院深造。1953年加入苏联共产党。1955年至1970年历任北方舰队潜艇部队参谋长，司令。1974年至1979年任太平洋舰队第一副司令。
1979年8月31日被任命为太平洋舰队司令。同年10月25日升至海軍上將军衔。1980年任苏共二十七大代表，同年当选第十届俄罗斯苏维埃联邦社会主义共和国最高苏维埃代表。1981年2月7日因飞机失事，在列宁格勒州普希金附近遇难。安葬于列宁格勒谢拉菲莫夫公墓。
获红旗勋章一枚，红星勋章两枚，三级在苏联武装力量中为祖国服务勋章一枚，奖章多枚。